# باسيليو سانشو
باسيليو سانشو (بالإسبانية: Basilio Sancho Agudo)‏ (2 يناير 1984 بمدريد في إسبانيا - ) هو لاعب كرة قدم إسباني في مركز حراسة المرمى. لعب مع أتلتيكو مدريد ب.

## روابط خارجية
- باسيليو سانشو على موقع قاعدة بيانات كرة القدم.إي يو (الإنجليزية)
- باسيليو سانشو على موقع Soccerway.com (الإنجليزية)